# Rajokri
Rajokri is een census town in het district New Delhi van het Indiase unieterritorium Delhi. Het ligt direct ten zuiden van het Indira Gandhi International Airport.

## Demografie
Volgens de Indiase volkstelling van 2001 wonen er 12.758 mensen in Rajokri, waarvan 56% mannelijk en 44% vrouwelijk is. De plaats heeft een alfabetiseringsgraad van 66%.